# Gościęcin (gmina)
Gościęcin – dawna gmina wiejska istniejąca w latach 1945–1954 i 1973–1975 w woj. śląskim i woj. opolskim (dzisiejsze woj. opolskie). Siedzibą władz gminy był Gościęcin.
Gmina zbiorowa Gościęcin powstała po II wojnie światowej (w grudniu 1945) w powiecie kozielskim na terenie tzw. Ziem Odzyskanych (tzw. I okręg administracyjny – Śląsk Opolski), powierzonym 18 marca 1945 administracji wojewody śląskiego, a z dniem 28 czerwca 1946 przyłączonym do woj. śląskiego (śląsko-dąbrowskiego).
Według stanu z 1 stycznia 1946 gmina składała się z 12 gromad: Gościęcin, Borysławice (obecnie Borzysławice), Grodzisko, Grudynia Mała, Grudynia Wielka (z Jakubowicami), Karchów, Kózki, Milice, Naczysławice (obecnie Naczęsławice), Teśnów (obecnie Ciesznów), Trawniki (z Mierzęcinem) i Urbanowice. 6 lipca 1950 zmieniono nazwę woj. śląskiego na katowickie; równocześnie gmina Gościęcin wraz z całym powiatem kozielskim weszła w skład nowo utworzonego woj. opolskiego.
Według stanu z 1 lipca 1952 gmina składała się z 14 gromad: Borzysławice, Ciesznów (Teśniów), Gościęcin, Grodzisko, Grudynia Mała, Grudynia Wielka, Jakubowice, Karchów, Kózki, Mierzęcin, Milice, Naczęsławice, Trawniki i Urbanowice. Gmina została zniesiona 29 września 1954 wraz z reformą wprowadzającą gromady w miejsce gmin.
Jednostkę reaktywowano 1 stycznia 1973 w tymże powiecie i województwie; w skład gminy weszły obszary 10 sołectw: Borzysławice, Gościęcin, Grodzisko, Karchów, Kózki, Ligota Wielka, Mierzęcin, Naczęsławice, Trawniki i Urbanowice.
1 czerwca 1975 gmina weszła w skład nowo utworzonego (mniejszego) woj. opolskiego.
30 października 1975 gmina została zniesiona przez połączenie z dotychczasową gminą Pawłowiczki w nową gminę Pawłowiczki.